# Bulbophyllum romburghii
Bulbophyllum romburghii là một loài phong lan thuộc chi Bulbophyllum.